# Bernd Schultz

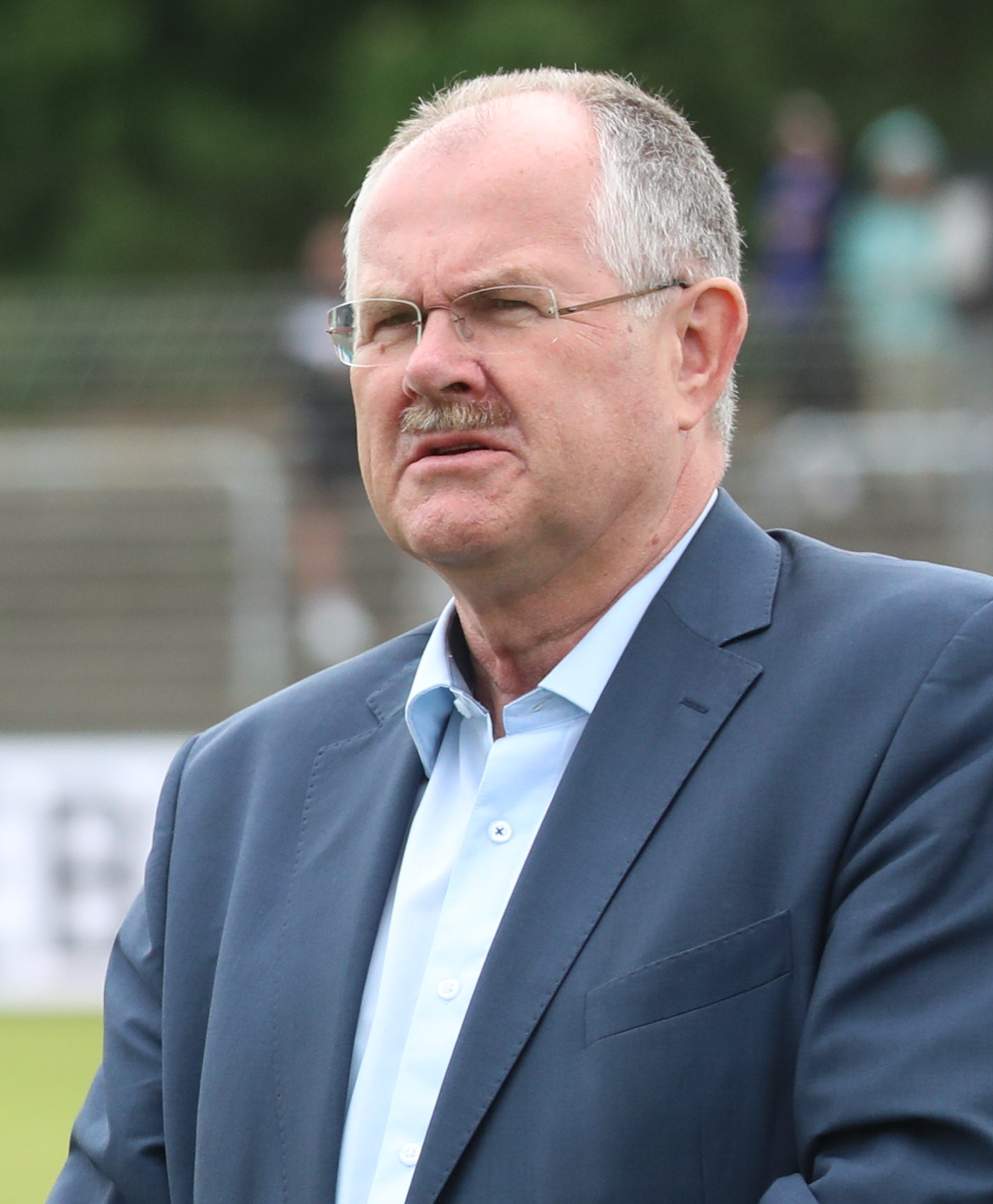
Bernd Schultz (2022)

Bernd Schultz (* 14. September 1957 in Berlin-Reinickendorf) ist ein deutscher Verwaltungsbeamter der Polizei und Sportfunktionär.
Bernd Schultz ist seit dem 19. September 2004 Präsident des Berliner Fußball-Verbandes (BFV). Nachdem er zuvor von 1993 bis 2004 langjähriger Schatzmeister des Verbandes war, konnte er sich bei der Wahl im ersten Wahlgang gegen seine Mitbewerber Helmut Salisch sowie Detlef Wilde durchsetzen und wurde Nachfolger von Otto Höhne beim mehr als 100.000 Mitglieder umfassenden Verband. Seit 1998 gehört er zudem dem DFB-Beirat beziehungsweise dem Vorstand an. 2004 rückte er in den Vorstand des Nordostdeutschen Fußballverbandes (NOFV) und 2007 zusätzlich ins Präsidium vor. 2007 wurde er in seinem Amt bestätigt. Er gehört dem BFC Alemannia 90 an, für dessen Fusionsverein SC Wacker 04 er als Jugendbetreuer und -leiter tätig war und als dessen Geschäftsführer und danach von 1984 bis 1987 erster Vorsitzender er fungierte. Später wurde er Vizepräsident des fusionierten Vereins FC Alemannia 90, was er bis 2004 blieb. Im März 2009 wurde er durch den Senator für Inneres und Sport Ehrhart Körting unter anderem für seine 36 Jahre andauernde ehrenamtliche Arbeit mit dem Bundesverdienstkreuz am Bande ausgezeichnet.
Schultz ist Kuratoriumsmitglied der Sepp-Herberger-Stiftung.

## Auszeichnungen
- 1991: BFV-Ehrennadel in Bronze
- 1998: BFV-Ehrennadel in Silber
- 1998: NOFV-Verdienstnadel
- 1998: DFB-Verdienstnadel
- 2001: Goldene Ehrennadel des NOFV
- 2006: Senatsplakette
- 2008: Goldene Ehrennadel des BFC Alemannia 90
- 2009: Bundesverdienstkreuz am Bande der Bundesrepublik Deutschland[1]